# Krzysztof Wirtemberski
Krzysztof Wirtemberski (ur. 12 maja 1515 w Bad Urach, zm. 28 grudnia 1568 w Stuttgarcie) – książę Wirtembergii.
Syn księcia Ulryka Wirtemberskiego i Sabiny Wittelsbach. Jego dziadkami byli: hrabia Henryk Wirtemberski-Mömpelgard i Ewa Salm oraz książę Bawarii Albrecht IV Wittelsbach i Kunegunda Habsburżanka.
Krótko po jego narodzinach matka wraz z dworem przeniosła się do Monachium. Przebywał na dworze cesarza Karola V, gdzie zdobywał doświadczenie polityczne. Cesarz przygotowywał go, aby przejął władzę po swoim ojcu. Syna i ojca dzieliła nie tylko polityka i charakter, ale również wyznanie. Ulryk przyjął protestantyzm i wprowadził go do Wirtembergii. Gdy przejął władzę w hrabstwie Mompelgard, Krzysztof ponownie wprowadził katolicyzm.
W 1550 roku po śmierci ojca został księciem Wirtembergii. Cztery lata później po ślubie z Anną Marią Brandenburską-Ansbach córką Jerzego, margrabiego Brandenburgii-Ansbach z protestanckiej dynastii Hohenzollern, sam zmienił wyznanie. Jednak, aby móc panować jako protestant, musiał zapłacić cesarzowi. Krzysztof uporządkował prawo państwowe i sprawy kościelne na terenie księstwa.
Krzysztof i Anna Maria byli rodzicami m.in.:
- Eberharda (1545-1568);
- Jadwigi (1547-1590) – żony landgrafa Hesji-Marburg Ludwika IV;
- Elżbiety (1548-1592) – żony Jerzego Ernesta hrabiego Henneberg-Schleusingen oraz Jerzego Gustawa Wittelsbacha, hrabiego Palatynatu-Veldenz;
- Sabiny (1549-1582) – żony landgrafa Hesji-Kassel Wilhelma IV;
- Emilii (1550-1589) – żony Ryszarda Wittelsbacha hrabiego Palatynatu-Simmern;
- Eleonory (1552-1618) – żony księcia Anhalt Joachima Ernesta oraz landgrafa Hesji-Darmstadt Jerzego I;
- Ludwika (1554-1593) – księcia Wirtembergii;
- Doroty (1559-1639) – żony księcia Ottona Henryka Wittelsbacha hrabiego Palatynatu-Sulzbach
- Anny (1561-1616) – żony księcia oławskiego Jana Jerzego oraz księcia legnickiego Fryderyka IV;
- Zofii (1563-1590) – żony księcia Saksonii-Weimar Fryderyka Wilhelma I Wettyna.